# Teresa Tanco Cordovez de Herrera
Teresa Tanco Cordovez de Herrera (1859 - Bogotà, 1946) fou una pianista i compositora colombiana.

## Biografia
Teresa Tacon va néixer en una família benestant l'any 1859. Va rebre una educació i una formació musical privilegiades de Vicente Vargas de la Rosa (1833-1891).
Quan tenia 15 anys, va marxar a estudiar a París amb Théodore Ritter, participant en un curs en què va conèixer Camille Saint-Saens. Va viatjar a Europa amb la seva germana el 1882 i va debutar a París a la Salle Pleyel on les crítiques li van ser favorables.
Es va casar amb Alejandro Herrera.
Va morir a Bogotà el 1946.

## Obres

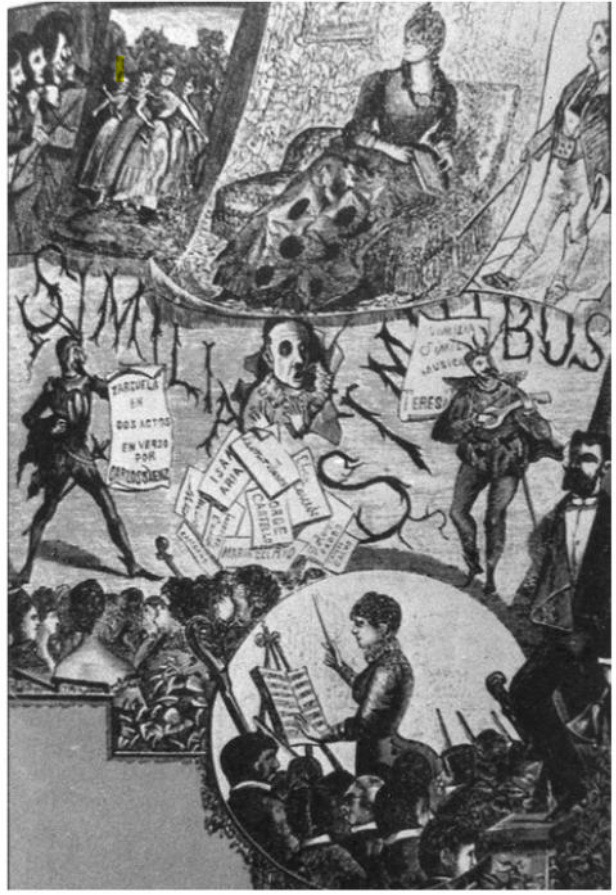
Dibuix realitzat per Helena Tanco de Gómez per a l'estrena de la sarsuela Similia Similibus

Va compondre per a veu, peces sagrades i una sarsuela:
- Similia Similibus, sarsuela sobre un text de Carlos Sáenz Echeverría, estrenada per l'aniversari del seu pare l'any 1883
- L'Alba (les tres de la matinada), polka
- La primavera, record de Royar, Cigonyes, valsos
- Jesu dulce, per a veu a cappella
- Ecce Panis, per a veu a capella
- Tamtum ergo, per a veu a capella